# ریاض سنباطی
ریاض سُنباطی (به عربی: رياض السنباطي) (۳۰ نوامبر ۱۹۰۶ — ۱۰ سپتامبر ۱۹۸۱) نوازندهٔ مشهور بربط (عود) اهل مصر و از استادان بنام این ساز در جهان عرب بود.